# Antonio Martínez Felipe
Antonio Martínez Felipe (Madrid, España, 7 de marzo de 1990) es un exfutbolista español que jugaba en la posición de centrocampista.

## Trayectoria
Se formó desde los 12 años en las categorías inferiores del Real Madrid, club en el que estuvo hasta enero de 2011, cuando se marchó cedido alC. D. Mirandés. En 2013 se convirtió en nuevo jugador de la A. D. Alcorcón. En 2015 renovó por tres temporadas.
El 1 de julio de 2016 rescindió su contrato y fichó por la Cultural y Deportiva Leonesa. Con los leoneses consiguió el ascenso a Segunda División en la temporada 2016-17. En noviembre de 2020 dejó la Cultural para fichar por el club de Kuwait Al-Salmiya S. C.
En noviembre de 2022, una vez ya había puesto fin a su carrera, regresó a la Cultural Leonesa para trabajar en la secretaría técnica.

## Clubes
| Club                         | País   | Año       |
| ---------------------------- | ------ | --------- |
| Real Madrid C. F. "C"        | España | 2008-2010 |
| Real Madrid Castilla C. F.   | España | 2010-2013 |
| C. D. Mirandés (cesión)      | España | 2012      |
| C. D. Mirandés (cesión)      | España | 2013      |
| A. D. Alcorcón               | España | 2013-2016 |
| C. D. Numancia (cesión)      | España | 2016      |
| Cultural y Deportiva Leonesa | España | 2016-2020 |
| Al-Salmiya S. C.             | Kuwait | 2020-2021 |